# Prune (couleur)
Pour les articles homonymes, voir Prune (homonymie).

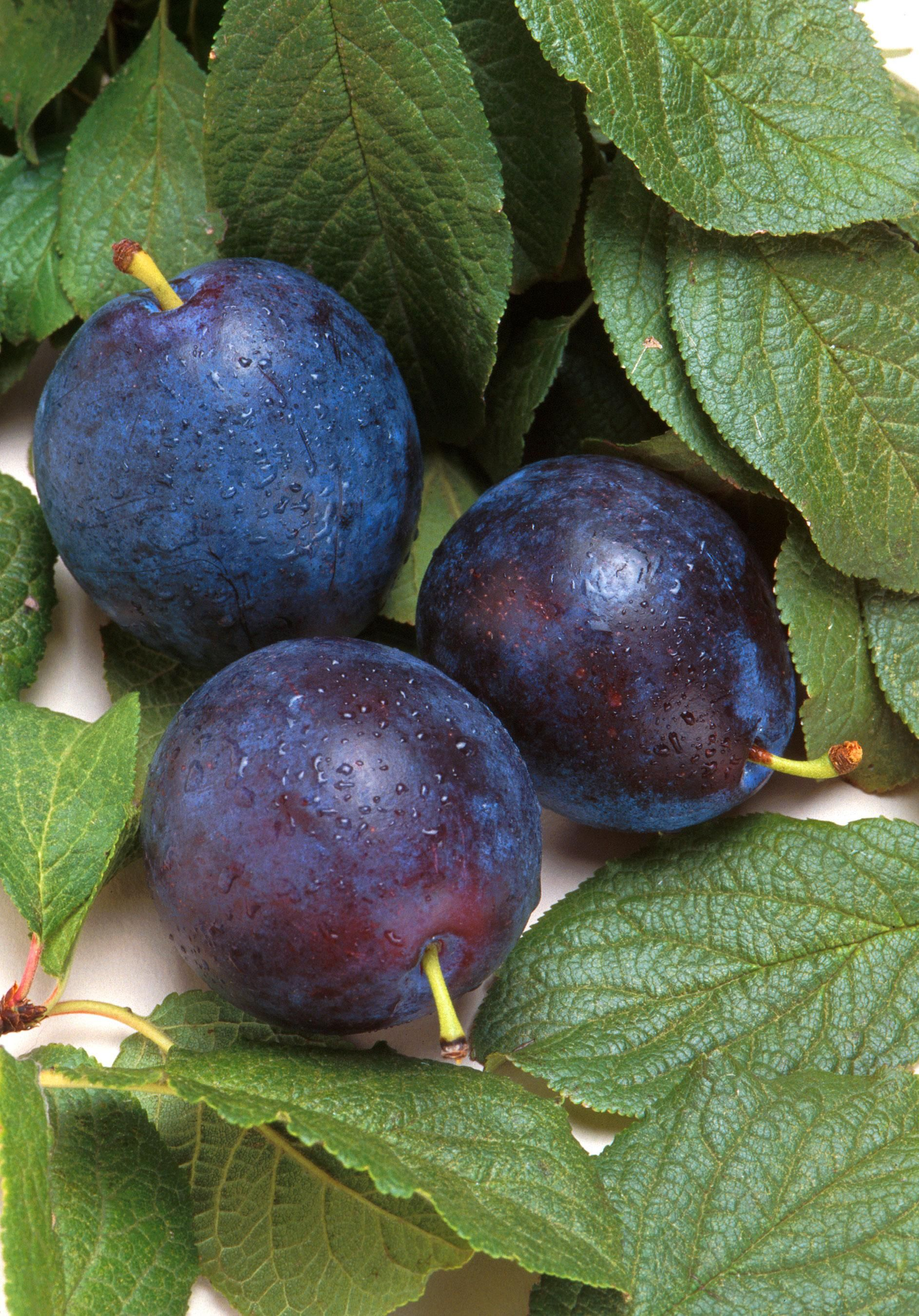
Prunes

Le prune est un nom de couleur dérivé de celle d'une des variétés du fruit prune.
Dans les nuanciers actuels, on trouve, en peinture pour la décoration prune,feutrine prune, prune, prune foncée ; en fil à broder 154 prune.

## Histoire
L'expression couleur de prune figure dans le Recueil des règlements généraux et particuliers concernant les manufactures et fabriques du royaume publié en 1730.
Le prune figure parmi les teintes que l'on peut obtenir à partir de lichens comme l'orseille, en 1786.
En 1861, Michel-Eugène Chevreul inclut deux couleurs prune dans sa liste des « Noms de couleur le plus fréquemment usités dans la conversation et dans les livres », et évalue la couleur de prune (de Monsieur) à 2 bleu-violet 16 ton d'après le fruit, semble-t-il, plutôt que d'après un échantillon de tissu teint dans la couleur de ce nom selon l’Instruction générale sur la teinture des laines de 1671. L'autre est la prune mirabelle, d'un jaune-orangé qu'on estime parfois proche de la couleur isabelle.
Le Répertoire de couleurs de la Société des chrysanthémistes publié en 1905 donne quatre tons de Violet prune, d'après la variété prune de Monsieur.

## Couleur du Web
Plum (prune en français) est un mot clé des applications du Web pour une couleur mauve.